# Ichneumon vicinus
Ichneumon vicinus là một loài tò vò trong họ Ichneumonidae.